# ميغماك
الميغماك (بالأنكليزية Micmac أو Mìgmaq أو Mi'gmaq) من شعوب الأمم الأولى في منطقة الغابات الشمالية الشرقية، ومن السكان الأصليين للمناطق التي تعرف اليوم باسم مقاطعات الأطلسي الكندية وشبه جزيرة غاسبي في كيبيك، وكذلك المنطقة الشمالية الشرقية من ولاية ماين. يسمون أراضيهم الوطنية «ميكماكي». يبلغ عدد الميماك حوالي 170 ألفًا (بما في ذلك 18044 عضوًا في أمة «كاليبو» الأولى التي أُسست مؤخرًا في نيوفاوندلاند)، منهم ما يقرب من 11 ألفًا ناطق بالميكماك، وهي لغة ألغونكوية شرقية. كانت لغتهم تكتب صورًا كالهيروغليفية المصرية، لكنها باتت اليوم تعتمد على الأحرف اللاتينية.
وقعت أمم ميكماك وماليسيت وباساماكودي، التي تقع أراضيها التقليدية في منطقة المحيط الأطلسي لما يعرف الآن بكندا، على سلسلة من المعاهدات المعروفة باسم سلسلة اتفاقيات السلام والصداقة مع التاج البريطاني طوال القرن الثامن عشر؛ وقعت المعاهدة الأولى في عام 1725، والأخيرة في عام 1779. لم تتنازل معاهدات السلام والصداقة  عن حقوق ملكية الأراضي أو الحقوق الأخرى ولم تتراجع عنها. أيد حكم المحكمة العليا الكندية التاريخي لعام 1999 في قضية آر ضد مارشال معاهدة السلام والصداقة 1752 «التي وعدت الشعوب الأصلية بحق الصيد وصيد الأسماك والتجارة في أراضيها».
مجلس ميكماو الكبير هو السلطة الاستشارية الرسمية التي تعمل مع الحكومة الفيدرالية الكندية وحكومة مقاطعة نوفا سكوشا على النحو المنصوص عليه في الاتفاقية التاريخية بتاريخ 30 أغسطس 2020 مع أمة ميكماك، المنبثقة عن المنتدى الثلاثي لميكماك ونوفا سكوشا وكندا. تعتبر هذه الاتفاقية التعاونية، التي تضم جميع الأمم الأولى في كامل مقاطعة نوفا سكوشا، أول اتفاقية في التاريخ الكندي. عبر التاريخ، كان المجلس الكبير الذي تألف من رؤساء مجالس المقاطعات في ميكماكي، هو الحكومة بالنسبة لشعب الميكماك. عطل قانون الهود لعام 1876 تلك السلطة، من خلال مطالبة الأم الأولى بإنشاء حكومات منتخبة تمثيلية ومحاولة حدّ دور المجلس بالتوجيه الروحي.

## المجلس الكبير أو سانتي ماومي
في 30 أغسطس من العام 2020، توصلت أمة ميكماو وحكومة مقاطعة نوفا سكوشا إلى اتفاق تاريخي، يؤكد أن مجلس ميكماو الكبير هو السلطة الاستشارية الرسمية التي تعمل مع الحكومة الفيدرالية الكندية وحكومة مقاطعة نوفا سكوشا ليخلف المنتدى الثلاثي ميكماك - نوفا سكوشا - كندا. دخلت اتفاقية أغسطس 2020 التاريخ الكندي من بابه الواسع كأول اتفاقية تعاونية من هذا القبيل، والتي شملت جميع الأمم الأولى في كامل مقاطعة نوفا سكوشا.
تاريخيًا، كان المجلس الكبير، الذي كان يتألف من رؤساء مجالس المقاطعات في ميماكي، بمثابة حكومة بالنسبة لشعب ميكماو. عطل قانون الهند لعام 1876 تلك السلطة، من خلال مطالبة الأمم الأولى بإنشاء حكومات منتخبة تمثيلية ومحاولة قصر دور المجلس على التوجيه الروحي.
بالإضافة إلى مجالس المقاطعات، يخضع شعب الميكماك لحكم المجلس الكبير الذي يتالف من النقباء، أو ما يعرف رؤساء المقاطعات، بالإضافة للشيوخ ومجلس النساء وزعيم الجماعة الأكبر. كان لقب الزعيم الأكبر يُمنح لأحد رؤساء المقاطعات، والذي يكون في العادة  من منطقة ميكماو في أوناماكي أو من جزيرة كيب بريتون. كان هذا اللقب وراثيًا داخل العشيرة وعادة ما ينتقل إلى ابن الزعيم الأكبر البكر.
في 24 يونيو من العام 1610، اعتنق الرئيس الأكبر للكاثوليكية وجرى تعميده. عقد الرئيس تحالفًا مع اليسوعيين الفرنسيين، وبما أن الميكماك أصبحوا حلفاء تجاريين لفرنسا، قبلوا الاستيطان الفرنسي المحدود بينهم.
أصبح غابرييل سيليبوي (1874 - 1964)، وهو زعيم ديني محترم من ميكماك ورئيس تقليدي للمجلس - أول رئيس أكبر منتخب للمجلس في عام 1918، وهو المنصب الذي شغله طوال حياته. في عام 1927، اتُهم الزعيم الأكبرسليبوي بصيد جلود فأر المسك في غير موسمها. كان أول من استخدم الحقوق المحددة في معاهدة 1752 في سياق دفاعه أمام المحكمة، لكنه خسر القضية. في عام 1985، تم الاعتراف أخيرًا بالحقوق التي تن عليها اتفاقية 1752 بعد قرار المحكمة العليا الكندية في قضية آر ضد سيمون. في الذكرى الخمسين لوفاته، تواصل المجلس الأكبر مع حكومة نوفا سكوشا لطلب العفو، فمنحه رئيس الوزراء ستيفن مكنيل في عام 2017، ليصدر بعدها حاكم نوفا سكوشا ووزيرة العدل ديانا والين عفواً مع اعتذار رسمي، ليكون هذا العفو هو الثاني الذي يصدر بحق شخص بعد وفاته في تاريخ نوفا سكوشا. قال حفيده أندرو ديني، وهو الآن الرئيس الأكبر للمجلس، إن جده «كان محترمًا، كان الشباب الراغبين بالزواج يلجؤون إليه ويطلبون مباركته.»
تقليديًا، كان المجلس الكبير يجتمع على جزيرة صغيرة على بحيرة براس دور في كيب بريتون تسمى مينكو. يقع الموقع اليوم داخل محمية تسمى جزيرة تشابل أو بوتلوتيك. حتى يومنا هذا، لا يزال المجلس الأكبر يجتمع في منيكو لمناقشة القضايا التي تعني شعب ميكماك.

## الجغرافيا
يُقسّم إقليم ميكماو، الذي يُعرف باسم ميكماكي، تقليديًا إلى سبع مناطق. قبل فرض القانون الهندي، كان لكل منطقة حكومتها وحدودها المستقلة. كان للحكومات المستقلة رئيس مقاطعة ومجلس. كان أعضاء المجلس من رؤساء المجموعات والشيوخ وغيرهم من قادة المجتمع الكفوئين. كلف مجلس المقاطعة بأداء جميع واجبات أي حكومة مستقلة وحرة من خلال سن القوانين والعدالة وتخصيص مناطق الصيد وشن الحروب والسعي للسلام.